# Избирательный залог
Избирательный залог — денежная сумма, вносимая кандидатом из средств избирательного фонда на специальный счёт избирательной комиссии при его выдвижении на государственную выборную должность. Избирательный залог не подлежит возврату, если вносивший залог кандидат не получит минимума голосов избирателей, установленного законом.
Избирательный залог является одним из условий регистрации кандидата и рассматривается как дополнительный фильтр для отсеивания кандидатов, которые в действительности не имеют намерений бороться за избрание на должность, или тех, кто представляет небольшие (невлиятельные) партии.
Внесение избирательного залога предполагает порядок выдвижения кандидатов во Франции, Великобритании (на парламентских выборах в избирательный залог составляет 500 фунтов стерлингов, которые возвращаются при получении 5% голосов), Нидерландах, Японии, Таджикистане, Канаде, Украине и других.

## Россия
Понятие «избирательный залог» в избирательном законодательстве СССР отсутствовало и появилось только в избирательном законодательстве Российской Федерации. Оно регулировало порядок применения залога при проведении выборов.
В российском избирательном праве избирательный залог являлся основанием регистрации кандидата, альтернативным регистрации на основании собранных подписей избирателей. Выбор основания регистрации осуществлялся по усмотрению кандидата. Избирательный залог мог устанавливаться как применительно к федеральным, так и к региональным и муниципальным выборам.
С 14 марта 2009 года в связи с принятием Федерального закона от 9 февраля 2009 года № 3-ФЗ «О внесении изменений в отдельные законодательные акты Российской Федерации в связи с отменой избирательного залога при проведении выборов» политические партии и кандидаты утратили право (обязанность) вносить избирательный залог. Единственной основой для регистрации партий и кандидатов, чьи избирательные объединения не представлены в Государственной Думе, остался сбор определённого количества подписей избирателей.

## Украина

### Выборы президента
В июле 2009 года Верховная Рада поддержала поправку об увеличении с 500 тыс. до 2,5 млн. грн. (примерно 100 000 долларов США) денежного залога для регистрации кандидатов в президенты на выборах в 2010 году. Денежный залог вносится партией или партиями, входящими в блок, выдвинувшими кандидата на пост президента Украины, либо кандидатом на пост президента в безналичном порядке на специальный счёт ЦИК Украины.
При этом закон устанавливает, что денежный залог возвращается только кандидатам в президенты, победившим в первом туре или вышедшим во второй тур президентских выборов, а также которым было отказано в регистрации. Остальным кандидатам денежный залог не возвращается и перечисляется в государственный бюджет.

### Выборы в Верховную Раду (парламент)
Денежный залог для регистрации на выборы в Верховную Раду для партий составляет 2 000 минимальных зарплат, для кандидатов-мажоритарщиков — 12 минимальных зарплат. Денежный залог возвращается только победителям.

## Армения

### Выборы президента
Согласно избирательному кодексу Армении, избирательный залог для регистрации кандидатов в президенты составляет 8 млн. драмов, до 2008 года размер залога составлял 5 млн. драмов. Денежный залог вносится партией или партиями, входящими в блок, выдвинувшими кандидата на пост президента Армении, либо кандидатом на пост президента в безналичном порядке на специальный счёт ЦИК Армении.
При этом закон устанавливает, что денежный залог возвращается только кандидатам в президенты, набравшим 5 и более процентов от общего числа голосов. Остальным кандидатам денежный залог не возвращается и перечисляется в государственный бюджет.

### Выборы в Национальное Собрание (парламент)
Для партий залог для регистрации на выборы в Национальное Собрание составляет 8 млн. драмов, для кандидатов мажоритарщиков — 1 млн. драмов. Денежный залог возвращается партиям и блокам, прошедшим в парламент, а также кандидатам-мажоритарникам, набравшим 5 и более процентов от общего числа голосов.